# San Pedro de los Milagros
San Pedro de los Milagros est une municipalité située dans le département d'Antioquia, en Colombie.

## Personnalités
- Fidel Cano Gutiérrez (1854-1919), journaliste, écrivain, professeur, homme d'affaires, éducateur, homme politique et poète colombien, es né à San Pedro de los Milagros.